# 刘强 (1962年)
刘强（1962年4月—），男，回族，籍贯山东济宁，生于贵州贵阳，中华人民共和国政治人物，高级工程师。武汉水运工程学院（现武汉理工大学）船机制造工艺与设备专业本科毕业，哈尔滨工业大学管理科学与工程专业硕士研究生毕业。

## 生平
1984年1月加入中国共产党。1984年7月，从武汉水运工程学院本科毕业后，刘强留校在校党委宣传部、学生工作部任助教、讲师。其间，1987年9月至1989年7月在浙江大学哲学社会学系思想政治教育专业学习。
1992年10月，刘强进入交通部人事劳动司工作，历任技术干部与培训处干部、主任科员、人事劳动司综合处副处长、国家海事局党委工作部主任（正处级）多项职务。2000年12月，他调任中共中央组织部，历任企业干部办公室正处级调研员、一处负责人、干部五局一处处长。2003年4月，他进入国务院国资委工作，历任企业领导人员管理一局正处级干部、处长、企业领导人员管理一局副局长、局长、人事局局长。
2015年1月，刘强升任副部级的国务院国资委副主任、党委委员。同年6月起，兼任中央人才工作协调小组成员。
2018年5月，刘强调任中共江西省委常委，同月31日下午，江西省第十三届人大常委会第三次会议表决任命刘强为江西省副省长。2019年6月，任省委组织部部长。2021年11月，不再担任中共江西省委常委。2022年1月，当选为江西省人大常委会副主任。同年2月，当选为江西省总工会主席。